# تكرار نشط
التكرار النشط هو مفهوم التصميم الذي يزيد من التوافر التشغيلي ويقلل من تكلفة تشغيل من خلال أتمتة إجراءات صيانة الأكثر أهمية.
يرتبط هذا المفهوم بالصيانة المستندة إلى الحالة والإبلاغ عن الأخطاء.

## التاريخ
بدأ المطلب الأول مع أنظمة القتال العسكرية خلال الحرب العالمية الأولى. وكان النهج المستخدم للخدمة هو تركيب لوحة دروع سميكة لمقاومة إطلاق النار وتثبيت مدافع متعددة
أصبح هذا بأسعار معقولة وغير عملي خلال الحرب الباردة عندما أصبحت أنظمة الطائرات والصواريخ شائعة
وكان النهج الجديد هو بناء نظم موزعة تواصل العمل عندما تتلف المكونات. ويعتمد هذا على أشكال بدائيه من الذكاء الاصطناعي الذي يؤدي إلى إعادة التكوين من خلال الالتزام بقواعد محددة. ومن أمثلة هذا النهج جهاز الكمبيوتر A/UYK-43.
فلسفات التصميم الرسمية التي تنطوي على التكرار النشط للأنظمة الحرجة حيث العمل التصحيحي غير مرغوب فيه أو غير عملي لتصحيح الفشل أثناء التشغيل العادي.
يجب أن يكون لدى الطائرات التجارية أنظمة حوسبة زائدة متعددة وأنظمة هيدروليكية وأنظمة دفع حتى لا يتسبب عطل واحد في المعدات أثناء الطيران في خسائر في الأرواح.
والنتيجة الأحدث لهذا العمل هي الإنترنت، الذي يعتمد على العمود الفقري لأجهزة التوجيه التي توفر القدرة على إعادة توجيه الاتصالات تلقائياً دون تدخل بشري عند حدوث فشل.
ويجب أن تتضمن السواتل الموضوعة في مدار حول الأرض تكرارا نشطا هائلا لضمان استمرار التشغيل لعقد أو أكثر على الرغم من الأعطال الناجمة عن الفشل العادي، والفشل الناجم عن الإشعاع، والصدمات الحرارية.
وتهيمن هذه الاستراتيجية الآن على النظم الفضائية والطائرات وأنظمة القذائف.

## المبدأ
تتطلب الصيانة ثلاثة إجراءات، والتي عادة ما تنطوي على وقت التوقف وتكاليف العمالة ذات الأولوية العالية:
- الكشف التلقائي عن الأخطاء
- عزل تلقائي للخطأ
- إعادة التشكيل التلقائي

يعمل التكرار النشط على التخلص من وقت تعطل العمل وتقليل متطلبات القوى العاملة عن طريق أتمتة الإجراءات الثلاثة كلها. وهذا يتطلب قدراً من الذكاء الاصطناعي الآلي.
تحرير المكونات النشطة
يتطلب التكرار النشط في المكونات النشطة إعادة التشكيل عند حدوث فشل. يجب أن تتعرف برمجة الكمبيوتر على الفشل وإعادة تكوينه تلقائيًا لاستعادة العملية
توفر كافة أجهزة الكمبيوتر الحديثة ما يلي عند تمكين ميزة موجودة عبر الإبلاغ عن الأخطاء.
الكشف التلقائي عن الأخطاء
عزل تلقائي للخطأ

### المكونات غير الفعالة
يتطلب التكرار النشط في المكونات السلبية مكونات زائدة عن الحاجة تشترك في العبء عند حدوث فشل، كما هو الحال في الكابلات والأنابيب.
وهذا يسمح بإعادة توزيع القوات عبر جسر لمنع الفشل إذا تمزقت السيارة كابلًا. [بحاجة لمصدر]
وهذا يسمح بإعادة توزيع تدفق المياه من خلال الأنابيب عند إغلاق عدد محدود من الصمامات أو إيقاف تشغيل المضخات. [بحاجة لمصدر]

### المكونات الفعالة
يتطلب التكرار النشط إعادة التكوين في المكونات النشطة عند حدوث الفشل. ويجب أن تتعرف برمجة الكمبيوتر على الفشل وإعادة التكوين تلقائيا لاستعادة العملية.
توفر أجهزة الكمبيوتر الحديثة عند تفعيل ميزة موجودة عبر الإبلاغ عن الأعطال ما يلي:
- الكشف التلقائي عن الخطأ
- عزل الخطأ تلقائيا

يجب إعادة تهيئة الأجهزة الميكانيكية - مثل اعدادات الإرسال في المركبات الهجينة والتي تحتوي على أنظمة دفع زائدة عن الحاجة بحيث يعمل المحرك البترولي عند انقطاع طاقة البطارية.
يجب أن تجري أنظمة الطاقة الكهربائية امرين لمنع فشل النظام الكلي عند حدوث أعطال صغيرة، مثل عندما تقطع شجرة خط كهرباء. تتضمن أنظمة الطاقة على الاتصال، التبديل، والجدولة التلقائية التي تتيح أتمتة هذه الإجراءات، وهما كالتالي:
- إغلاق خط الطاقة التالف لعزل الفشل
- ضبط إعدادات المولد لمنع انحراف الجهد والتردد

## الفوائد
هذه الاستراتيجية الوحيدة المعروفة التي يمكن أن تحقق توفير كبير.

## الاضرار
تتطلب أعمال الصيانة هذه تطوير متخصص بعناصر إضافية.